# دمیترو زولیا
دمیترو زولیا (اوکراینی: Дмитро Володимирович Зозуля؛ زادهٔ ۹ ژوئن ۱۹۸۸) بازیکن فوتبال اهل اوکراین است.
از باشگاه‌هایی که در آن بازی کرده‌است می‌توان به باشگاه فوتبال اوبولون-برووار کیف اشاره کرد.
وی همچنین در تیم ملی فوتبال زیر ۲۱ سال اوکراین بازی کرده‌است.